# Gooik
Gooik là một đô thị ở tỉnh Vlaams-Brabant. Đô thị này bao gồm các thị xã Gooik, Kester, Leerbeek và Oetingen. Tại thời điểm ngày 1 tháng 1 năm 2006, Gooik có tổng dân số 8.895 người. Tổng diện tích là 39,70 km² với mật độ dân số là 224 người trên mỗi km².

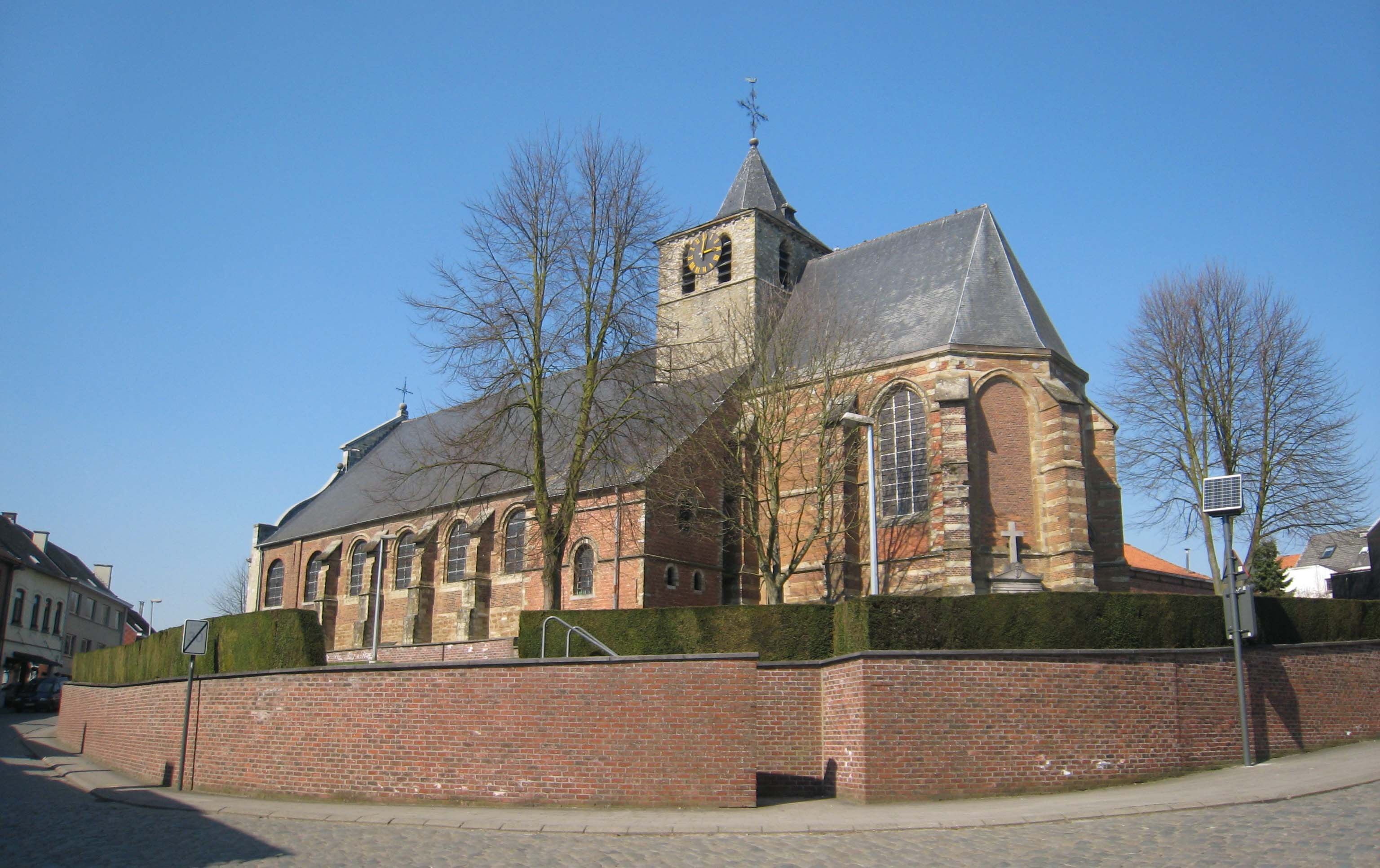
Nhà thờ ở trung tâm Gooik